# 배고픈공룡
배고픈공룡 쥬라기헝거(Jurassic Hunger)는 프랑스의 보드게임 디자이너 Bruno Cathala가 2018년에 디자인한 패밀리 보드게임이다. 개발사는 The Flying Games이고, 2019년 대한민국의 생각투자 주식회사(AURUM,inc)에 의해 출시되었다. 배고픈공룡은 전략게임으로, 1대1로 즐기는 대전게임이다. 

## 게임 정보
배고픈공룡의 공식수입원은 생각투자 주식회사이며, 보약게임 Bo.S.S 시리즈 중 하나이다. 게임의 사용연령은 8세 이상이고, 게임인원은 2명, 게임시간은 15분 내외이다. 12마리의 귀여운 공룡 피규어들을 이용해 상대보다 더 많은 잎사귀 토큰을 먹는 게임이다. 

## 게임의 구성
배고픈공룡의 구성은 다음과 같다.
- 초원 보드판 (3x3 사각판) 4개
- 디플로 피규어 (파랑,노랑 각 5개씩) 10개
- 티라노 피규어 2개
- 잎사귀 토큰 28개

## 목적
게임의 목적은 상대보다 더 많은 잎사귀를 먹고 승리하는 것이다. 초식공룡인 디플로도쿠스를 이용해서 잎사귀 토큰을 한 개씩 먹을 수 있으며, 육식공룡 티라노사우르스를 조종해서 상대방의 디플로를 모두 쫓아내도 게임에서 승리할 수 있다. 이 경우엔 디플로가 획득한 모든 잎사귀 점수는 승패에 영향을 끼치지 않는다. 